# Cerkiew św. Marii Magdaleny w Mińsku
Cerkiew św. Marii Magdaleny (biał. Царква Святой Марыі Магдалены y Мінскy) – cerkiew prawosławna w Mińsku na Białorusi, zbudowana w połowie XIX wieku, położona przy ulicy Kisialowa.

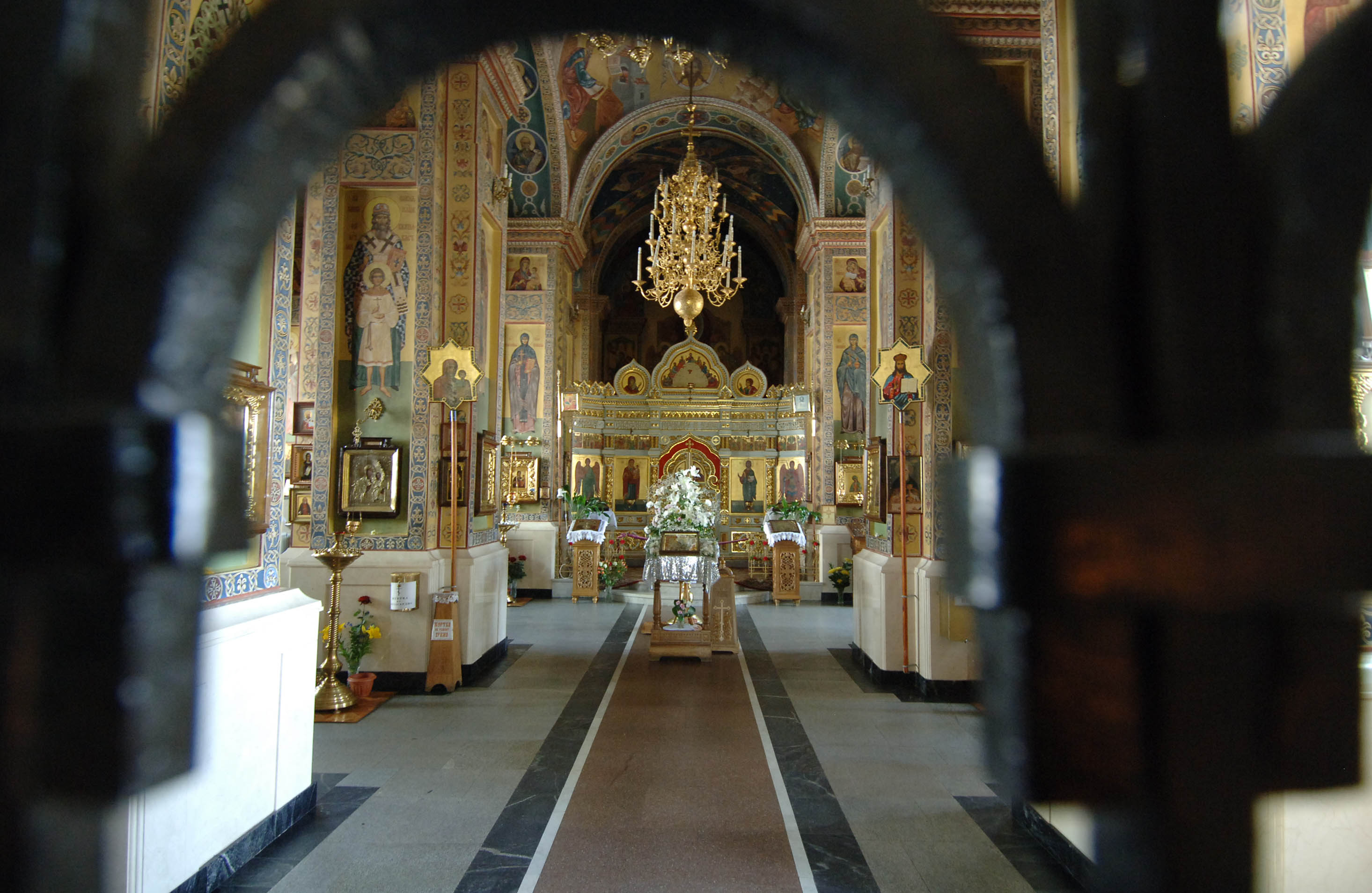
Wnętrze cerkwi

Świątynię wzniesiono w stylu klasycystycznym w 1847 na terenie Cmentarza Storożowskiego. Po zlikwidowaniu ostatniego kościoła katolickiego w Mińsku w 1937 w cerkwi modlili się za zgodą biskupa Filareta lokalni katolicy, później jednak i tę świątynię prawosławną zamieniono na Centralne Archiwum Państwowe Białoruskiej SRR, przechowywano w niej dokumenty filmowe i dźwiękowe. W 1990 świątynię ponownie przekazano prawosławnym. Do cerkwi prowadzi brama pochodząca z końca XIX wieku.